# Tabital Pulaaku
Tabita Pulaaku est une association internationale dont les objectifs principaux sont la promotion du peul et la fédération des populations peules « afin d’appuyer des programmes de développement socio-économique et culturel »
L'origine de l'association remonte au milieu des années 1990 à Bamako, lorsque les intellectuels peuls profitent du mouvement de démocratisation qui a suivi la chute du président Moussa Traoré pour prendre la défense d'une culture peule infériorisée et faire la promotion d'une identité régionale. En 1997, Tabital Pulaaku est créée, et en 2002 à Bamako Tabital Pulaaku Internationale. Cette dernière association a pour marraine l’historienne Adam Ba Konaré, qui est également l’épouse de l’ancien président du Mali Alpha Oumar Konaré.
Le logo de l'association est une carte du monde sur laquelle figurent un zébu et une jeune fille tenant un livre ouvert, avec pour devise Kawrenn toownen pulaaku (« Unissons-nous pour élever le pulaaku »).
Elle compte plusieurs branches, notamment :
- Tabital Pulaaku Mali dont le président est Abdoul Aziz Diallo [3] ou Abou Sow (2020)[4]
- Tabital Pulaaku Burkina (TPB)
- Tabital Pulaaku Niger
- Tabital Pulaaku Mauritanie
- Tabital Pulaaku Sénégal
- Tabital Pulaaku Cameroun
- Tabital Pulaaku Belgique (depuis 2005)[1]